# Salisbury steak
La Salisbury steak ("bistecca di Salisbury") è un piatto statunitense a base di carne di manzo macinata e altri ingredienti molto simile all'hamburger e alla tedesca Hamburger Beefsteak. Solitamente, la Salisbury steak viene insaporita con la salsa gravy o la brown sauce.

## Storia
La Salisbury steak discende presumibilmente dai tedeschi che, partendo da Amburgo, migrarono nelle città della costa orientale degli Stati Uniti durante la prima metà del XIX secolo. All'epoca, a New York, vi erano alcuni punti di ristoro che servivano piatti con carne macinata conosciuti come Hamburg-style American fillet o beefsteak à Hambourgeoise per venire incontro ai gusti dei mitteleuropei.
Il dr. James H. Salisbury (1823–1905), da cui prende il nome il piatto, ricordato per aver promosso un modello dietetico basato sul consumo della carne, consigliava di mangiare la Salisbury steak per curare i problemi digestivi.
La polpa non va pressata con troppa forza prima della cottura alla griglia, altrimenti saprà troppo di livrea. Basta premerla quel tanto che basta per compattarla. Creare dei tortini di carne dello spessore di mezzo pollice o un pollice. Cuocere lentamente e moderatamente su un fuoco evitando che le fiamme diventino troppo vive e il fumo entri in contatto con la carne. A cottura ultimata, mettete l'alimento su una piastra ben calda, e condite a piacere con burro, pepe, sale; usate anche salsa Worcestershire o Halford, senape, rafano o succo di limone. Si possono anche usare tracce di sedano per condire la pietanza.»
Il termine Salisbury steak comparve per la prima volta nel 1897.

## Regolamento degli Stati Uniti d'America
Il Dipartimento dell'agricoltura statunitense prevede che la Salisbury steak rispetti determinati standard per poter essere considerata tale. La bistecca deve contenere almeno il 65% di carne, di cui fino al 25% può essere di maiale. Tuttavia, se viene usata carne di maiale o manzo sgrassata, quella percentuale si riduce al 12%. La carne non può contenere più del 30% di grasso. Benché i sottoprodotti della carne non siano ammessi, è consentita la preparazione di Salisbury steak contenenti il cuore di manzo. Il regolamento prevede che si possa usare fino al massimo del 12% di ingredienti aggiuntivi come pangrattato, farina e fiocchi d'avena. Quest'ultima percentuale viene compensata se si usa il 6,8% della sola proteina di soia. La Salisbury steak contiene una percentuale rimanente di spezie, aromi, funghi o verdure (ad esempio cipolle, e peperoni), funghi, leganti (possono essere presenti le uova) e liquidi (acqua, latte, panna, latte scremato, latticello, salamoia, aceto ecc.). Il prodotto deve essere completamente cotto, oppure etichettato con la sigla Patties for Salisbury Steak.